# Mixage (La colonna sonora della tua estate)
Mixage (La colonna sonora della tua estate), ricordata anche come Mixage '99 è una compilation di brani musicali famosi nel 1999, pubblicata nell'estate di quell'anno. La compilation venne pubblicata su CD dalla Baby Records International.

## Tracce
1. B-Charme – This Is My World - 3:23
2. La Bionda – Eeah Dada - 3:18
3. Rappers Against Racism – Only You - 3:49
4. Down Low – Once Upon A Time - 3:38
5. Amber – Do That To Me One More Time - 3:05
6. El Cubano – Go Go Mueve Mueve - 3:36
7. Soundlovers, The – Mirando El Mar - 3:13
8. Medusa's Spite – Tonight - 5:09
9. Chant – Sweet Images - 3:50
10. Goody Featuring Luna – Mamma Mia - 3:21
11. Papers – The Little Red Cap - 6:05
12. Flo – Un Deux Trois - 3:35
13. Arvingarna – If These Walls Could Talk - 3:26
14. Tom Hooker – Fighting For Our Love - 3:52
15. Albert One – Mandy 	3:48
16. Miranda – Vamos A La Playa - 3:13
17. Club Latino – El Venao - 4:50
18. Rappers Against Racism – Key To Your Heart - 3:42

## Classifiche

### Classifiche di fine anno
| Classifica (1999) | Posizione | Max Posizione |
| ----------------- | --------- | ------------- |
| Italia            | 88        | 8             |